# فرد
الفرد (Individual) هو إنسان (شخص) أو أي شيء محدد يشكل كينونة مستقلة بحد ذاتها، أي أنه غير قابل للانقسام والتجزئة، فيعامل ككل واحد. بحسب المفهوم الشائع بين الناس فإن لفظة فرد التي مجموعها أفراد تشير إلى الأشخاص. يشكل مجموع الأفراد نواة المجتمع.

## علم أصول الكلمات
منذ القرن الخامس عشر وما قبله (وأيضًا اليوم في مجالات الإحصاء والميتافيزيقيا) يقصد بالفرد «الكل الذي لا يتجزأ»، وعادة ما يصف أي شيء مفرد عدديًا، ولكنه يعني أحيانًا «شخص». منذ القرن السابع عشر فصاعدًا، دلت كلمة الفرد على التفرد، مثلما هو الحال في الفردية.

## القانون
على الرغم من أن الشخصية الفردية والفردانية عادةً ما تنضج بمرور العمر/الوقت والخبرة/الثروة، فإن الدولة عادة ما تعتبر الإنسان البالغ العاقل «شخصًا فرديًا» في القانون، حتى لو أنكر الشخص الذنب الفردي (لقد اتبعت التعليمات). يكون الفرد مسؤولًا عن أفعاله/قراراته/تعليماته، ويخضع للمقاضاة في كل من القانونين الوطني والدولي، منذ بلوغه سن الرشد، وكثيرًا ما يكون ذلك متزامنًا مع منحه حق التصويت، ومسؤولية دفع الضرائب، والواجبات العسكرية، والحق الفردي في حمل السلاح (المحمي فقط بموجب دساتير معينة).

## الفلسفة

### البوذية
في البوذية: يتمثل مفهوم الفرد في ما يُعرف بالأناتمان، أو «اللاذات». وفقًا لأناتمان، فإن الفرد هو في الحقيقة سلسلة من العمليات المترابطة والتي بعملها معًا تعطيه مظهر وحدة واحدة منفصلة. بهذه الطريقة، تشبه الأناتمان والأنيتيا (المؤقتية) بشكل ما نظرية الحزمة. بدلًا من الذات الذرية غير القابلة للتجزئة المتميزة عن الواقع، يُفهم الفرد في البوذية على أنه جزء مترابط من عالم دائم التغير وغير دائم (انظر الاتكال المتبادل، اللاثنائية، المعاملة بالمثل).

### التجريبية
قدم التجريبيون الأوائل مثل ابن طفيل في أوائل القرن الثاني عشر في إسبانيا الإسلامية، وجون لوك في أواخر القرن السابع عشر في إنجلترا، فكرة الفرد على أنه صفحة بيضاء (لوح فارغ)، تشكلت منذ الولادة بالتجربة والتعليم. يرتبط هذا بفكرة حرية الفرد وحقوقه، وبالمجتمع باعتباره عقدًا اجتماعيًا بين الأفراد العقلاء، وببدايات الفردية كمذهب.

### هيغل
اعتبر جورج فيلهلم فريدريش هيغل أن التاريخ هو التطور التدريجي للعقل لأنه يختبر مفاهيمه ضد العالم الخارجي. في كل مرة يطبق فيها العقل مفاهيمه على العالم، يتبين أن المفهوم صحيح جزئيًا فقط، في سياق معين، وبالتالي يستمر العقل بمراجعة هذه المفاهيم غير المكتملة بحيث تعكس واقعًا أكمل (يُعرف عمومًا باسم عملية الأطروحة والطباق والاصطناع). يتفوق الفرد على وجهة نظره، ويدرك أنه جزء من مجموعة أكبر بقدر ما يكون مرتبطًا بالأسرة والسياق الاجتماعي و/أو النظام السياسي.

### الوجودية
مع صعود الوجودية، رفض سورين كيركغور فكرة هيغل عن الفرد باعتباره خاضعًا لقوى التاريخ. بدلًا من ذلك، رفع ذاتية الفرد وقدرته على اختيار مصيره. اعتمد الوجوديون اللاحقون على هذه الفكرة. فريدريك نيتشه، على سبيل المثال، يبحث في حاجة الفرد لتعريف نفسه/نفسها وظروفه في مفهومه عن إرادة القدرة والمفهوم البطولي للإنسان الأعلى. يعتبر الفرد أيضًا مركزيًا في فلسفة سارتر، التي تؤكد على الأصالة الفردية والمسؤولية والإرادة الحرة. يطلب كل من سارتر ونيتشه (ونيكولا بيردييف)، من الفرد خلق قيمه الخاصة، بدلًا من الاعتماد على قواعد أخلاقية خارجية مفروضة اجتماعيًا.

### الموضوعية
تعتبر موضوعية آين راند أن كل إنسان كيان مستقل وذو سيادة يمتلك حقًا مطلقًا في حياته، وهو حق مستمد من طبيعته ككائن عقلاني. ترى الفردية والموضوعية أن المجتمع المتحضر، أو أي شكل من أشكال الجمعيات أو التعاون أو التعايش السلمي بين البشر، لا يمكن تحقيقه إلا على أساس الاعتراف بالحقوق الفردية - وأن المجموعة، بصفتها هذه، ليس لها حقوق غير الحقوق الفردية لأعضائها. مبدأ الحقوق الفردية هو الأساس الأخلاقي الوحيد لجميع الجماعات أو الجمعيات. بما أن الفرد رجل كان أم امرأة يمكن أن يتمتع بالحقوق، فإن تعبير «الحقوق الفردية» هو تكرار (يجب أن يستخدمه المرء لأغراض التوضيح في ظل الفوضى الفكرية الراهنة)، ولكن تعبير «الحقوق الجماعية» هو تناقض في المصطلحات. لا تخضع الحقوق الفردية للتصويت العام، ولا يحق للأغلبية التصويت على حقوق الأقلية، والوظيفة السياسية للحقوق هي على وجه التحديد حماية الأقليات من اضطهاد الأغلبية (وأصغر أقلية على وجه الأرض هي الفرد).

## اقرأ أيضاً
- فردانية
- مساحة شخصية